# Джексон (округ, Кентуккі)
Шаблон:StateAbbr_ 37°25′ пн. ш. 84°01′ зх. д. / 37.42° пн. ш. 84.01° зх. д.
Округ Джексон (англ. Jackson County) — округ (графство) у штаті Кентуккі, США. Ідентифікатор округу 21109.

## Історія
Округ утворений 1858 року.

## Демографія
За даними перепису
2000 року
загальне населення округу становило 13495 осіб, усе сільське.
Серед мешканців округу чоловіків було 6654, а жінок — 6841. В окрузі було 5307 домогосподарств, 3953 родин, які мешкали в 6065 будинках.
Середній розмір родини становив 2,96.
Віковий розподіл населення поданий у таблиці:
| Стать    | До 15 років | 15-21 | 22-29 | 30-39 | 40-49 | 50-65 | 65-85 | Понад 85 |
| -------- | ----------- | ----- | ----- | ----- | ----- | ----- | ----- | -------- |
| Чоловіки | 1470        | 713   | 741   | 1000  | 994   | 1014  | 655   | 67       |
| Жінки    | 1428        | 683   | 753   | 1011  | 997   | 1094  | 747   | 128      |

## Суміжні округи
- Естілл — північ
- Лі — північний схід
- Ауслі — схід
- Клей — південний схід
- Лорел — південний захід
- Роккасл — захід
- Медісон — північний захід

## Виноски
1. ↑  U.S. Decennial Census. United States Census Bureau. Архів оригіналу за 26 квітня 2015. Процитовано 16 серпня 2014.
2. ↑  Historical Census Browser. University of Virginia Library. Архів оригіналу за 11 серпня 2012. Процитовано 16 серпня 2014.
3. ↑  Population of Counties by Decennial Census: 1900 to 1990. United States Census Bureau. Архів оригіналу за 13 жовтня 2014. Процитовано 16 серпня 2014.
4. ↑  Census 2000 PHC-T-4. Ranking Tables for Counties: 1990 and 2000 (PDF). United States Census Bureau. Архів оригіналу (PDF) за 18 грудня 2014. Процитовано 16 серпня 2014.
5. ↑  State & County QuickFacts. United States Census Bureau. Архів оригіналу за 7 червня 2011. Процитовано 8 березня 2014.(англ.) Наведено за англійською вікіпедією.
6. ↑  American FactFinder. Бюро перепису населення США. Архів оригіналу за 21 травня 2008. Процитовано 31 січня 2008.

| США | Це незавершена стаття з географії США. Ви можете допомогти проєкту, виправивши або дописавши її. |